# Gran Depresión en México
La Gran Depresión comenzaría como consecuencia del ineficiente sistema económico implementado en la época. Las consecuencias de esta crisis se vieron reflejadas en todas las regiones del mundo, y México no sería la excepción. A partir de este problema las políticas monetarias, comerciales y fiscales tuvieron que ser reorganizadas.
La caída de los precios de la bolsa de valores de Wall Street en un inicio llevó a la ruina a distintos hombres de negocios, pequeños accionistas, micro-empresarios así como infinidad de negocios y bancos. Lo alarmante comenzó a darse cuando esta crisis no solo permaneció en la ciudad de Nueva York, sino que se extendió por todo el continente americano y posteriormente a la gran mayoría de países alrededor del globo, de tal forma que sus consecuencias afectaron tanto a naciones desarrolladas como a aquellas apenas en vías. Un punto importante a tomar en cuenta durante este periodo, es que Europa apenas se encontraba en recuperación por los estragos de la Primera Guerra Mundial de tal forma que la gran depresión terminó por agravar su ya de por sí delicada situación.

## Antecedentes
Para entender el efecto que tuvo la Gran Depresión en este país hay que empezar por abordar sus orígenes y por qué fue ocasionada. Los resultados de la Primera Guerra Mundial dejaban a los Estados Unidos en una posición brutalmente favorable. Así pasaron a convertirse en el proveedor innato tanto de productos industriales, alimenticios y sobre todo materias primas. De igual forma continuaron a convertirse en los acreedores principales del mundo sin mencionar que poseían una influencia muy predominante en Europa. Caso totalmente contrario al de Alemania, la guerra trajo consigo un significativo e importante crecimiento industria, este beneficio también se pudo notar en otros sectores como el de la agricultura ya que debido a las necesidades que Europa tenía por comerciar esta se vio favorecida. En la década de los 20´s el crecimiento y desarrollo que sufrió Estados Unidos fue muy pronunciada y estable. Ya para finales de esta década, aquella prosperidad que en un principio se encontraba basada en el desarrollo industrial, se convirtió en una que dependía de la especulación. Un año antes del crac, se comenzaron a notar algunos síntomas que comenzaban a avecinar un peligro inminente a la economía. Por ejemplo: los ingresos de los cuales disponía la población, en realidad no habían tenido un aumento considerable como para poder permitirse un aumento en su consumo, de tal forma que los almacenes comenzaron a llenarse de mercancías que no podían venderse, siendo así una de las mediadas que las empresas tomaron para poder contrarrestar la situación fue el despido de sus trabajadores.
Para 1929 Estados Unidos presentaba varios problemas en cuanto al sistema económico, el problema se agravó cuando se implementaron varias políticas gubernamentales en el sector económico y financiero. Una de las medidas monetarias que desencadenaron este evento fue la postura que tomó la Reserva Federal en cuanto a la defensa del dólar. Empezaron a aumentar los intereses con el objetivo de atraer capitales al país, funcionó, pero a su vez generó que las personas que tenían deudas dejaran de pagarlas por el incremento de tasas de interés. La FED (Sistema de la Reserva Federal) por su parte empezó a retirar el circulante. Generó una crisis de liquidez que, sumada con el incremento de impuestos, redujo aún más el poder de compra de los ciudadanos, así como las inversiones. Todas estas medidas provocaron la quiebra de millones de empresas, además de un total del 30% de la población activa en estado de desempleo.

## Inicios en México
Particularmente en el caso mexicano, el llamado crac del 29 no fue el detonante para su depresión. En realidad, este suceso comenzaba a mostrar señales de vida desde 1925 principalmente por la disminución en las exportaciones como lo fue el petróleo, el cual fue causado por el descubrimiento y explotación de nuevos pozos en Venezuela. Las consecuencias del crac y de las distintas políticas gubernamentales tuvieron un alcance internacional debido a la interdependencia financiera existente. En el caso particular de México, la relación era sumamente estrecha. Cualquier modificación en el mercado estadounidense afecta directamente al mexicano.
La exportación de minerales representaba una suma importancia al ser el sesenta por ciento del total, modificando de manera significativa la balanza comercial. Además, el flujo de capitales provenientes de Estados Unidos disminuyó en gran medida siendo la entrada de dinero más importante del país. Otro sector afectado fue el de la minería. Tanto la producción como la cantidad de trabajadores disminuyeron a más de la mitad en dicha época. Cayó la demanda estadounidense por las materias primas y bienes manufacturados. En contraste, el gobierno de Herbert Hoover validó severas restricciones comerciales al establecer altos precios de aranceles y otras leyes de índole proteccionista. Por otro lado, a pesar de la gran interdependencia entre los dos países mencionados, la economía mexicana se encontraba en un estado de vulnerabilidad. Desde la crisis interna de 1925, la producción caía de manera significativa. Los acuerdos mexicanos relacionados con el intercambio se redujeron un cuatro por ciento entre los años de 1926 y 1929, a pesar de la gran demanda de minerales para exportación.
Otro de los sectores afectados fue el de la agricultura con la presencia de malas cosechas en 1929. Finalmente, el sector con mayores consecuencias fue el financiero debido al aumento de los precios de los préstamos. Se creó una distorsión negativa al ver que los precios de productos nacionales no iban en caída.

### Estructura económica de México al inicio de los años treinta
En los años 1920 se comenzó a tomar en cuenta tres elementos fundamentales para el estudio de la estructura de la economía. Una de ellas es la caracterización de grupos económicos dentro de la economía nacional que interactúan entre sí. El segundo elemento, desde el punto de vista sensorial, se analiza la estructura de la economía; este elemento se enfoca en la balanza de pagos, en las productividades relativas y su participación en el producto y crecimiento. Finalmente, el tercer elemento que se toma en cuenta es el estudio del sector externo que influyó en la transmisión del problema al interior del país en el sector enclave.

### Grupos Económicos Básicos.
Los cuatro grupos económicos básicos que son los que integran la economía mexicana son: el externo, el urbano, el semirrural y el rural. Estos datan de mucho tiempo antes de la década de los 30s. El sector externo esencialmente incluía actividades agrícolas, la minera y la industria petrolera, principalmente para la exportación. Dichas actividades fueron denominadas como “enclaves”, ya que eran realizadas por un número mínimo de trabajadores y su producción era en su mayoría para exportación y los propietarios eran extranjeros. Las industrias encargadas de esto eran enclaves ya que contaban con enlaces limitados con el resto de la economía. Además, este sector respondía a los costos de extracción de recursos naturales y de cultivo para la exportación y a las condiciones del mercado internacional. 
El sector rural constituía en el mayor grupo de concentración de población en el país con 66.5% que vivía en comunidades de 2,500 habitantes dentro de la década de los 30s. Este sector absorbía el 68% de la población para fuerzas de trabajo. El grupo no tenía contacto con el resto de la economía, ya que se enfocaba en la agricultura y producción para el autoconsumo. Este sector dependía de las condiciones climáticas y de los programas de reforma agraria que ayudaran para su prosperidad, así como también de los demás grupos.
En el sector semirrural, había comunidades de entre 2500 y 15 000 personas. El 30% de la población pertenecía a este grupo en 1930. La mayor parte de los individuos ejercían actividades agrícolas semi-comerciales, adquirían otros bienes elaborados doméstica o industrialmente y además de proveer algunos servicios de comunicación y comercio. Es por esto se le llamaba sector de transición.
El sector urbano representaba una minoría en la población mexicana, tan solo representaba el 17.5% de la población total, además Este grupo fue el más importante dentro del mercado para los sectores industriales y aquellos que proveían algún servicio.
El sector externo influía directamente en la economía del país. La demanda de trabajo dentro de dicha industria cambiaba de acuerdo a la producción que generaba. También el sector externo tenía importante captación de ingresos fiscales, por ejemplo: impuestos pagados por las industrias, al presentarse un auge dentro del sector extractivo, en el gasto gubernamental y la demanda agregada, sucedía lo mismo. Cuando la industria se encontraba con dificultades, ya sea por escasez de demanda externa por pocos ingresos fiscales, el gasto gubernamental y la demanda agregada disminuían de igual manera. Por último, el sector externo afectaba el comportamiento del sector industrial ya que este requería de tanto capital como materias premias extrajeras. El grupo urbano era el más afectado por tanto las decisiones tomadas por el gobierno como de las fluctuaciones del sector externo. 
A través del flujo de divisas y los vínculos fiscales se tuvo un gran impacto en el sector moderno. Existían dos tipos de relaciones entre sectores. La primera involucraba vínculos entre productor y consumidor. El sector rural se encuentra aislado de la economía y el sector externo se encontraba produciendo pequeñas porciones de su producción para uso industrial o autoconsumo. El sector semirrural producía para su autoconsumo y los excedentes eran comercializados en las diferentes ciudades. La segunda habla sobre cómo el sector urbano ofrecía bienes industriales, servicios a otros sectores y para su autoconsumo.

### Estructura sectorial
La población se encuentra de manera dispersa dentro de las comunidades, por ejemplo, el 66% viven en comunidades rurales con un máximo de 2,500 habitantes y el 17.5% viven en ciudades con más de 15,000 habitantes. Esto reducía el mercado e incrementan los costos de transporte y de transacciones. Otro limitante del mercado para bienes y servicios industriales era la poca productividad agrícola que se desempeñaba. Por otro lado, se podía observar que la economía mexicana se encontraba segmentada tanto en fuerza de trabajo como en distribución sensorial del ingreso, mostrando grandes diferencias entre el sector menos productivo (rural) y el sector industrial y de servicios. El 52% de bienes adquiridos en el extranjero fueron las importaciones en México de servicios y mercancía y el 42% de su valor se otorgaron al extranjero como remesas. El 95% de las exportaciones fue en mercancías como el oro y la plata. Las industrias mineras y petroleras fueron responsables del 80% de las transferencias, esto refleja que México estaba exportando cantidades sustanciales de bienes y solo podía importar mercancías por una fracción de este monto (57.4%). 
Gracias a lo anterior, las variaciones en el nivel de exportaciones no tuvieron relación con el poder de compra. Esta relación depende de la distribución relativa de las utilidades, salarios y materias primas utilizadas en las industrias exportadoras y de los precios de las importaciones. Se debe señalar que solo el 2.2% de todas las importaciones se cubrieron con la nueva inversión extranjera a largo plazo. Esta cifra muestra que la mayor parte de la inversión del exterior fue financiada mediante reinversión de utilidades y con recursos internos.
Con respecto a los productos de exportación, las arras y monedas de oro y plata alcanzaron el 16% del valor exportado en el lapso entre 1925 y 1928, el petróleo y sus derivados obtuvieron el 28%, mientras que el 29% se compuso de otros productos minerales. Otro grupo importante de productos de exportación fue el de productos agropecuarios no procesados, que alcanzó el 24%. 
Entre 1925 y 1928, los bienes de consumo y el tabaco representaron el 13% del total de las importaciones, mientras que por otro lado bienes duraderos solo representaron el 21%. Los bienes de capital fue el producto más importado con 28%, seguido por las materias primas con un 26% y el resto representaba bienes no clasificados. Esto refleja que la economía estaba luchando por producir internamente bienes que requerían una tecnología relativamente sencilla, como algunos alimentos procesados y bienes de consumo no duraderos. Aún con estos esfuerzos México seguía sin producir bienes de capital y estrictamente dependía de otros mercados para abastecer este sector. Esto se ve reflejado en su dependencia comercial con los Estados Unidos en los años veinte ya que ellos compraron el 66% de los productos mexicanos exportados y vendió a México el 69% de sus importaciones.

### Los Enclaves
Los enclaves son los enlaces hacia adelante y hacia atrás, esto refleja la demanda que generaron industrias específicas por insumos nacionales y el beneficio de producir internamente ciertos bienes, como petróleo y minerales, para que otras industrias los pudieran usar como insumos. Para saber si un enlace es un enclave, se debe medir el valor de retorno de las exportaciones, lo cual solo es medida en términos comparativos. 
Hay tres características claves del enclave de los años 30. Primero, se estimó que cerca del 85% del sector exportador pertenecía a extranjeros: petróleo, minerales y productos agrícolas. De este porcentaje alrededor del 97% de industrias eran propiedad de extranjeros y conformaban el 97% de todas las exportaciones. Segundo, esas industrias estaban muy limitadas en sus enlaces hacia adelante, pues el 81% de su producción se destinaba al mercado externo, que era prácticamente toda la producción petrolera, además muchos de estos productos eran reimportados después de ser procesados en el extranjero. La tercera característica se refiere al valor de retorno de las exportaciones. Es definido como la parte del valor de las exportaciones que permanece dentro del país y toma en consideración la nacionalidad del dueño, la cantidad gastada en impuestos, trabajadores, transporte, materias primas nacionales, etc. Esto permite medir qué efecto tenían las fluctuaciones externas en volumen y valor de las exportaciones y en la demanda agregada interna. 
Además, el valor de retorno también puede dar una idea sobre el mecanismo de transmisión de impactos económicos externos. Solo en el caso del petróleo se dijo que un 15% de la producción bruta se destinaba al pago de impuestos. El valor de retorno de las exportaciones en 1926 fue de dos tercios, en comparación con 58% en 1940 después de la expropiación petrolera. El petróleo muestra un valor de retorno muy bajo, 39% en 1926. La minería tuvo un valor de retorno dos veces mayor que el de la industria petrolera ese porcentaje llegaba a 99%. Otras actividades retornaron con un valor de entre 82% y 87%, la proporción corresponde de la industria en manos extranjeras variaba del 12% al 86%. Entre más proporción de insumos nacionales en la producción bruta, el valor de retorno de las exportaciones será aún mayor.

## Impacto
El canal por el cual fue inyectada la Gran Depresión a México fue a través del comercio exterior, particularmente en las exportaciones de metales, así como también del petróleo. El desplome de la actividad económica en E.U consecuencia del colapso de Wall Street en el año 1929, trajo consigo que nuestro socio comercial redujera sus importaciones y sus insumos de forma drástica, tal que para 1932 México únicamente vende 2 terceras partes de petróleo y metales de las que vendía en 1929. Antes de 1929, ya la economía de México comenzaba a mostrar síntomas de estancamiento y caos, pero también de una reorganización.
En México no se dio una quiebra de bancos de manera generalizada después de la crisis monetaria. El en ese entonces secretario de Hacienda y Crédito Público, Luis Montes de Oca, prefirió una política de mantener al precio que fuera, el balance fiscal, así como también una estabilidad en el tipo de cambio. En consecuencia, se llevó a cabo una política que incrementaron los impuestos, recortaron personal en el gobierno y a quienes conservaron su empleo se les disminuían los salarios. Lejos de resultar beneficiosas, estas medidas grabaron los efectos del choque, puesto que los despidos de personal y los salarios se trasladaron a directamente una demanda agregada menor y esto a su vez trajo como consecuencia una reducción de la propia actividad económica junto con los ingresos fiscales.

### Producto interno bruto
Durante la década de 1920, México se podía considerar como un país increíblemente rural, esta tendencia continúa hasta inicios de 1940, sin embargo, esta razón puede explicar por qué sectores y regiones fueron seriamente afectadas. Esto claro está enfocado en la caída de precios de las materias primas, así como también de la demanda. Las consecuencias de la Gran Depresión en la República fueron muy delicadas. Por un lado entre los años 1929 y 1932 el PIB real tuvo una caída de alrededor del 17.6% lo cual representó una caída anual del 47% durante este periodo, mientras que por el otro, las políticas fiscales y monetarias de corte restrictivo no hacían otra cosa más que elevar los efectos recesivos, los cuales a su vez provocan la caída de las exportaciones. En nuestro país Luis Montes de Oca fue un defensor de una política ortodoxa, así como también lo fue Alberto Pani, a quien le correspondió la tarea de no sólo defender sino también sacar adelante a la política alternativa.

## El trabajo en los años de la Depresión
La discusión acerca del efecto que trajo la Gran Depresión en México se sigue debatiendo dado a la llegada de nuevas posturas con el paso del tiempo. La Revolución Mexicana junto con la Gran Depresión aportó al curso de la economía de México en los años posteriores. Ambos períodos ser analizados de manera conjunta para lograr una mayor compresión de la historia. La versión más aceptada establece un impacto mínimo de Estados Unidos hacia la economía mexicana dada su parcial autonomía con efectos a corto plazo. Dicha argumentación se sostiene debido a la condición rural que vivía el país en los años 20, siendo así aproximadamente hasta finales de los años 40. Había un aislamiento de la economía mundial debido a los resultados que implicó la Revolución Mexicana.
Debido a los dos argumentos mencionados, se sostiene que la mayoría de la gente dedicada al campo pasó desapercibida la crisis gracias a la producción propia y relaciones de mercado sumamente restringidas. Pese a esto, algunos sectores y regiones específicas sí la percibieron debido al decaimiento del precio de las materias primas y la demanda. En comparación con los demás países de América Latina, México se podía percibir con un mejor desarrollo económico y una mejor perspectiva debido a la implementación de la política monetaria conocida como “Keynesiana antes de Keynes”.
A pesar de existir la versión sobre los reducidos efectos de la crisis, hay diversos sectores que podrían establecer lo contrario desde su propia vivencia. 
Por ejemplo, los agricultores dedicados a la producción del algodón en Mexicali se vieron presionados por la crisis de invierno de 1931. Contaban con salarios pagados en plata relativamente pequeños. Día con día perdían el poder adquisitivo debido al valor perdido del peso frente al dólar, volviéndose sumamente difícil cubrir sus necesidades básicas. Durante este mismo año la población estimada en México era de poco más de 16 millones de habitantes, considerando esta cifra resulta alarmante que la población desocupada fuera de 287 mil. Por lo que se pueden ver los dos puntos de vista sobre el impacto que tuvo la Gran Depresión en México sobre sectores específicos, algunos pasándola por desapercibida mientras los demás no podían siquiera satisfacer necesidades básicas.

## Comportamiento de la macroeconomía mexicana en los años 30

### Agricultura
Dentro de los sectores de la población en los años 30, los trabajadores agrícolas constituían aproximadamente el 66.5% de la población total del país. Esta se dedicaba primordialmente a la agricultura, no tenía ningún contacto con el resto de la cadena productiva ya que su vida se desarrollaba exclusivamente en el campo, además parte de la producción era destinada para su subsistencia.
A pesar de abarcar la gran mayoría de los trabajadores, el sector agrícola solo producía el 22% del ingreso nacional. Comparado con el resto de las actividades que representaban solo el 30% de trabajadores, producían alrededor del 78% de ingreso. Esto implicaba que la productividad del campo en aquella época fuera muy baja en comparación con otros sectores. La poca productividad de este sector y la inseguridad en cuanto a propiedad desincentivaba la inversión que existía por parte del gobierno, lo cual a su vez generó un gran rechazo por parte de los campesinos.
Como consecuencia de la Gran Depresión dentro de este sector los elementos que tuvieron una mayor repercusión, fueron aquellos que tenían como mercado principal el externo. Por otro lado, la agricultura siempre ha dependido sus resultados en gran medida por el clima. El algodón es un ejemplo de los productos que fueron golpeados con mayor dureza en el periodo de crisis. Por otro lado el algodón, el café, el henequén y el tomate, fueron productos que representaron cerca del 60% del valor total de las exportaciones entre el periodo de 1925 a 1933. Solo para poder dimensionar la gran caída de las exportaciones, durante los años veinte dentro de la industria del algodón, la exportación fue de más de 17 mil toneladas al año mientras que para 1932 esta cifra se redujo a solo 5 mil, pero conforme avanzaba el año, las cifras solo fueron empeorando, llegando así a poco menos de 2.6 mil.
El panorama cambió en cuanto las medidas anti crisis fueron expedidas, ya que gracias a la devaluación del peso el precio de las importaciones se había incrementado. Esto no solo dio paso a sustituir las importaciones por productos nacionales, además la industria se volvió más rentable debido a la gran cantidad de capital fijo que vuelve a entrar en función, lo cual a su vez generó el aumento en la productividad industrial. Tal fue el aumento en su rendimiento, que gran parte de los campesinos pasaron a formar parte del sector obrero, donde los salarios eran mayores.

### Los ferrocarriles
El declive inminente de la comercialización de productos durante dicha época tuvo un efecto directo en el servicio del ferrocarril. Se observó una decadencia en las exportaciones, principalmente de los minerales y materias primas. Los primeros simbolizaban la tercera parte de toda la mercancía que se movía entre los años 1929 y 1930. La otra parte sobrante de la carga se dividía en diferentes sectores como el agrícola, forestal, petróleo, cemento, e industria de transformación.
Conforme los años transcurrían, el servicio de los ferrocarriles iba en declive tanto para el transporte de mercancías como de personas. En el año de 1932, de 14.3 toneladas que se transportaban años anteriores, llegó hasta 9.2 millones, misma situación que se observó con pasajeros al caminar los vagones casi vacíos.
Dada la situación, las empresas ferrocarrileras cayeron en crisis financiera, como fue la situación de Ferrocarriles Nacionales. A pesar de verse afectados por la crisis, traían de años atrás deudas enormes debido a dificultades técnicas y organizativas, así como falta de capital suficiente para su financiamiento. Lo anterior los llevó a un corte de personal enorme y a reducción de salarios, haciendo reducciones aproximadamente de un 30% de los trabajadores.
Por otro lado, dicho declive de volumen de carga dentro de los ferrocarriles mostró también índices de ineficiencia y especulación que no habían sido tomados en cuenta anteriormente. Los productos primordiales utilizados para la exportación (algodón, café y azúcar), primero se trasladaban a centros de acopio para después acabar en centros de consumo. Por lo que la cuenta de lo que se transportaba por ferrocarril era superior a la cosecha que se había destinado previamente para la comercialización. Por lo que se puede concluir que el fenómeno mencionado dio pie a la reorganización de las corridas y al ordenamiento del servicio del ferrocarril.

## Cambios en la política económica
Para contrarrestar los efectos que había tenido la crisis en México, el gobierno del entonces presidente Pascual Ortiz Rubio puso en marcha diversos planes. En 1931 se lleva a cabo el Plan Calles, el cual consistía en desmonetizar el oro para circulación interna, además de que se estableció el peso de plata como unidad del sistema monetario nacional. Asimismo se determinó que el Banco de México fuera el único emisor de billetes, igualmente se le dio a esta institución el poder de control económico por parte del estado mexicano, dejando a un lado a los bancos particulares. El fracaso de este plan se vio estrechamente ligado con el poco apoyo que tuvo en el sector industrial, además que los impactos de este fueron negativos.10

## La recuperación de México
La economía mexicana pudo recuperarse relativamente rápido de las desventajas de la Gran Depresión. En 1932, aproximadamente antes del final del primer semestre, el ciclo económico tocó fondo y la economía comenzó a crecer rápidamente en la década siguiente. Tal comportamiento contrasta marcadamente con la experiencia de los Estados Unidos y otros países desarrollados. países, tomó más tiempo y comenzó la recuperación económica, pero la situación en México es muy similar a la situación en varios países de América Latina, principalmente Brasil, Colombia y Argentina y otros como Australia y Suecia. La recuperación de la economía mexicana ha sido impulsada por dos factores principales, por un lado, el aumento esperado en el valor de las exportaciones, principalmente el aumento en el precio de la plata y diversos productos minerales, y el desarrollo de nuevos yacimientos de petróleo. Esto lleva a un aumento en el nivel de la demanda agregada, al igual que la crisis lo redujo. Además, las mayores capacidades de importación que permitieron la obtención de materias primas permitieron un rápido crecimiento de la población debido a la capacidad no utilizada.
El segundo y más importante factor que contribuyó a la rápida recuperación económica fueron las políticas monetarias, fiscales y cambiarias expansivas del gobierno desde finales de 1931 hasta 1933. Estas políticas aumentan la demanda agregada y los niveles de producción que, teniendo en cuenta la capacidad instalada no utilizada en 1935, superaron los niveles de 1929. Para que esta recuperación sea posible, ciertas instituciones económicas deberán sufrir profundas transformaciones a lo largo del período, especialmente para contar con los instrumentos de política económica necesarios. Es decir, la Gran Depresión estimuló una serie de cambios en las propias instituciones y en otros activos del mismo mercado, por ejemplo, la crisis generó escasez de dinero y el público volvió a aceptar a los bancos. Un proyecto de ley mexicano que nunca sucedió hace casi 20 años.

## Reacción en la recuperación
El comportamiento económico durante la recuperación fue desigual entre los diferentes sectores de la economía. Por ejemplo, en la década de 1930, el sector agrícola creció en un promedio de sólo 1,6% anual. Por un lado, los términos de intercambio internos, es decir, los precios en el sector urbano moderno y los precios en el área rural, favorecen a los primeros, reduciendo la transferencia de diversos recursos al sector. de la década de 1930, especialmente en la primera mitad, los términos de intercambio internos Un aumento del 73,1%. Este deterioro reduce el incentivo para la inversión y la producción agrícola y, a pesar de la ausencia de dificultades políticas rurales, solo se apartaron 5,3 millones de hectáreas debido a la política de asignación acelerada de tierras del gobierno en la década de 1930 entre 1916 y 1928, en comparación con 1929 y 1940.
El crecimiento agrícola fue lento ya que el aumento de la tierra cultivable logró compensar la producción de los principales cultivos, que aumentó un 5,9% en la década de 1930. El sector industrial creció a una media del 6,1 % anual entre 1932 y 1940, por lo que en realidad fue el motor del crecimiento económico en la década de 1930, con el sector industrial aportando el 38 % de la economía nacional. crecimiento en esos años En la producción bruta, si bien su peso relativo es sólo del 16,7% de la producción total, su participación entre los vip ascendió al 18,2% a fines de la década. Así como los precios relativos locales cambiaron a favor de los sectores económicos modernos, la devaluación nominal del peso plata en un 64% entre 1929 y 1933 también cambió los precios relativos de los productos importados con respecto a la producción nacional. La relación disminuirá a medida que los bienes de producción nacional desplacen las importaciones, donde tanto los bienes de consumo duraderos como los no duraderos están experimentando un fuerte proceso de sustitución de importaciones, ya que sus relaciones disminuyen en casi un 55,9% a 9,3% desde 21,1% en 1929.

### Política Monetaria
En 1932 con el nuevo presidente Abelardo Rodríguez se realizaron cambios en cuando a las políticas económicas establecidas en el sexenio pasado, las cuales eran conocidas por seguir un modelo “clásico”. Se realizó una reforma a la Ley monetaria (Plan Calles) que se promulgó en marzo del mismo año, donde las autoridades decidieron contrarrestar la tendencia descendente de la economía mexicana promoviendo políticas monetarias expansionistas que ocasionaron que el peso flotara libremente.  “Cuatro años después el banco central empezó a involucrarse en financiamientos inflacionarios a través de déficit presupuestales gubernamentales, esencialmente con el objetivo de mantener un nivel alto de demanda agregada”. Las políticas mencionadas anteriormente fueron influenciadas por el modelo aplicado en Estados Unidos llamado “New Deal”, el cual tomaba fundamentos de medidas económicas establecidas en el modelo económico de Kant. 
Otro factor que contribuyó a la recuperación de estos estragos de la Gran Depresión fueron los cambios dramáticos en la política económica después de 1932, el primero de los cuales fue el enfoque ortodoxo de aumentar la oferta monetaria y permitir un déficit presupuestario. Debido a esto, el gobierno se negó a seguir defendiendo el tipo de cambio y el peso se depreció rápidamente durante los siguientes dos años. A medida que las importaciones se encarecen y el peso se aprecia, el volumen total aumenta, tendiendo así a ser reemplazado por la producción nacional, mientras que las exportaciones se vuelven más competitivas y rentables.
Las medidas implementadas en 1933 giraban en torno a tres acciones primordiales: uno, cubrir las deudas que tenía el gobierno mexicano “...a través de la extraordinaria acuñación de plata como respuesta a los planes del gobierno de Estados Unidos de aumentar sus reservas…” . Segundo, darle al Banco de México la unificación de la emisión de billetes, tal y como lo habían planteado en el Plan Calles. Tercero, políticas de carácter expansionistas que permitieran el aumento del gasto en infraestructura.
La oferta monetaria aumentó un 72,3% entre 1931 y 1934, mientras que el precio aumentó un 12,3% entre 1932 y 1934. Mientras tanto, entre 1932 y 1963, el déficit presupuestario real fue de alrededor del 1,2 por ciento del PIB. Alberto Pani decidió luchar contra la deflación al no caer en la inflación durante los primeros cuatro meses e hizo acuñar monedas de plata sin mostrar públicamente el uso de billetes mexicanos desde marzo de 1932 para pagar a los funcionarios del gobierno para aumentar la moneda. lugar a fines de 1933, la acuñación de plata fue de 88.6 millones de pesos, mientras que el papel moneda se emitió en 52.7 millones, además, el Banco de México redujo la tasa de descuento y los encajes a las pocas semanas de la efectiva reforma monetaria de 1931-1933.

### Política Fiscal
Los efectos macroeconómicos se llevan a cabo desde 1920 hasta 1940, estos están marcados por dos periodos. En el primero se considera que la política fiscal fue esencialmente ortodoxa, en el sentido de que siempre persiguió un presupuesto balanceado, y que prevaleció desde la segunda mitad de la década de los veinte hasta alrededor de 1936. De ahí en adelante, los déficits presupuestales fueron aceptados en aras del crecimiento económico y la redistribución del ingreso,  de tal forma que el gobierno volvió más bien heterodoxo en este sentido. Naturalmente, la duración de estos dos períodos está íntimamente relacionada con el desarrollo de la política monetaria y el banco central.
Abundan claros ejemplos de estos dos períodos. Entre 1926-1927 se suscitó la caída sustancial de ingresos fiscales, la reducción de las exportaciones de petróleo y de minerales. Luego por la Gran Depresión, el gobierno tuvo que tomar medidas extremas para balancear el presupuesto. A través de la emisión de la deuda interna, especialmente de obligaciones monetarias, se pudo alentar el proceso de desarrollo económico de 1936 con la implementación de construcción de caminos, las mejoras en los sistemas de riego y en los ferrocarriles. El presidente Plutarco Elías Calles con el objetivo de impulsar la reconstrucción económica y la construcción de infraestructura gastó más de lo que se tenía , lo que ocasionó grandes repercusiones en la economía mexicana. Los gastos adicionales hechos por el gobierno fueron financiados con ahorros internos, adeudos vencidos e incluso sueldos de burócratas no pagados. En 1927, Luis Montes de Oca nuevo ministro de finanzas tuvo más éxito que su predecesor en la disminución del nivel de gasto. A fines de 1929, los gastos del gobierno habían disminuido de 325 millones en 1926 a 276 millones de pesos. Por otro lado, se aumentaron los impuestos, particularmente a la industria cervecera. Este impuesto, junto con la recuperación de la economía, permitió el aumento de los ingresos fiscales para financiar un nivel decreciente de gastos hasta 1929.
Con el inicio de la Gran Depresión, el flujo de los ingresos gubernamentales declinó lentamente a pesar de los esfuerzos del gobierno para aumentar los impuestos. Los gastos fueron disminuidos sustancialmente en 1931 a la mitad del año, además gracias a que los ingresos habían declinado tanto se observaba un déficit de 80 millones. El gobierno pudo disminuir los gastos en 60 millones y el impuesto extraordinario del 1%,  lo que cubrió los 20 millones restantes. En 1932 se alcanzó a balancear el presupuesto y el nivel real de ingresos y gastos fue de 34.2% y 28.9% por debajo de aquellos obtenidos en 1925. En 1932 las deudas vencidas habían aumentado otra vez y en 1933 hubo un déficit fiscal real; ambos fueron cubiertos con las ganancias del señorazgo que resultaron de la acuñación extraordinaria de plata y de la correspondiente emisión de billetes de esos años.
Debido a los bajos niveles del precio internacional de la plata a principios de la década de los treinta, el valor intrínseco del peso se encontraba por debajo de su valor monetario. Esto es, el contenido de plata de un peso hacía que este valiera realmente solo 34 centavos en 1932, lo que significaba que el peso estaba 66% por debajo de su valor monetario. En 1933, el valor intrínseco del peso aumentó a 47 centavos como resultado de tanto incremento del precio de la plata, como de la continua devaluación del tipo de cambio. Por ley, los ingresos obtenidos de ganancias de señorazgo tenían que ser agregados a las reservas de plata del Banco de México, con las cuales tenían que respaldarse la emisión de billetes y, en consecuencia, financiar el déficit fiscal.
La recuperación de la economía, y con ella la del nivel de ingresos fiscales, permitieron a las autoridades aumentar los gastos y continuar el financiamiento en programas de inversión. 
Esta tendencia se mantuvo durante el resto de la década. Sin embargo, el conflicto petrolero redujo la explotación de recursos naturales y, en consecuencia, el flujo de impuestos derivados de estas actividades. Del análisis de la naturaleza de la política fiscal surgen dos cuestiones fundamentales: primero, los déficits presupuestales estimados fueron siempre muy cercanos a cero aun durante la administración del presidente Cárdenas. Por su parte, los déficits que se observaron en la segunda mitad de la década de los treinta respondieron a medidas explícitas de política económica, existía la determinación de aumentar el nivel de demanda agregada, aun si eso implicara financiar el déficit con dinero recién impreso.
Al hacer ajuste de ganancias, el déficit computado de 23 millones de pesos en 1933 se volvió dos veces más grande. En realidad, la razón promedio déficit/PIB en 1932-1933 es prácticamente la misma que la registrada en 1938 cuando deliberadamente se optó por una expansión fiscal. Por tanto, se puede decir que en la mitad de la gran depresión se llevó a cabo una política fiscal expansionista importante lo que, de hecho, impulsó el proceso de recuperación y complementó las políticas monetarias expansionistas.

### Política comercial
Los impuestos del comercio internacional fueron importantes dentro de los ingresos en el siglo XIX. Entre 1925 y 1940 los impuestos siguieron siendo de la máxima importancia a pesar de que los impuestos fluctuantes tuvieron una participación del 30 % al 45 % al igual que los impuestos al comercio internacional. 
Para contrarrestar la constante fluctuación de la tarifa de los impuestos al comercio en 1930, el comité involucrado en el estudio de tarifas y subsidios implementó un cambio en medidas de recaudación de impuesto sobre comercio. Se acordó implementar una nueva tarifa para lograr que la recaudación de impuestos y que se incluyesen más productos en el mercado, y de esta manera hacer que las operaciones sean más manejables. Gracias a esta legislación las tarifas de importación fueron en aumento, de 1929 a 1930 aumentó de 22 % a 29.1 %.

## La repatriación forzada
La población mexicana indocumentada residente en los Estados Unidos durante los años de la Gran Depresión era significativa. En cada uno de los condados se veía su presencia, pero esto resultaba alarmante. Día con día las personas con nacionalidad mexicana que vivían en suelo estadounidense luchaban por la búsqueda de empleo. Resultaba sumamente difícil ser reclutados por empresas norteamericanas. Por ejemplo, las minas cerraban sus operaciones únicamente para empleados nativos. Dado esto, cualquier empleo que fuera perdido por algún mexicano o alguna otra minoría debía ser tomado a la brevedad por trabajadores estadounidenses. Las políticas proteccionistas iban en aumento. En dado caso de haber una mínima posibilidad de participar por un empleo, los mexicanos no solo tenían que cumplir con los papeles referentes a su nacionalidad, también tenían que mostrar aquellos que aclaraban el cumplimiento de los impuestos.
Lo anterior es tomado desde la perspectiva del lado de los Estados Unidos, pero por el lado de México surgieron también efectos de manera paralela. Mexicanos habitantes de lugares cerca del Río Bravo amenazaban con romper las cadenas de consumo de alimentos proveniente del otro lado. No obstante, a finales de 1931 se realizó un consenso sobre los horarios de puentes internacionales capaces de conectar Ciudad Juárez con Estados Unidos. Paso que era utilizado día con día por miles de personas para acudir a sus actividades diarias. La repatriación trajo consigo efectos contrarios del lado de México. La mayoría de los defectos de la ciudad eran atribuidos a los llamados “commuters”, es decir, a las personas residentes del lado mexicano pero que laboraban en Estados Unidos. Surgió una especie de falta de sentido de pertenencia entre los habitantes debido a que se pensaba que todo el esfuerzo empeñado día a día por mexicanos iba a beneficiar solamente a los estadounidenses. Ahora no solo tenían dificultades de laborar en Estados Unidos, sino también tenían problemas con sus propios familiares o amigos. Ya no eran completamente aceptados en ninguna parte. 	
Por otro lado, era común que los funcionarios de migración estadounidenses negaran el flujo de mexicanos. Se llegaron a tomar medidas extremas hasta el punto de asegurar que estos sufrían de enfermedades venéreas. Acciones que más tarde fueron suprimidas debido a la amenaza por parte del alcalde de Ciudad Juárez ante la eliminación de patrones de consumo de mercancías provenientes de los Estados Unidos. Es por eso que durante los años de la Gran Depresión se vio un flujo enorme de repatriados. Dicho retorno culminó cuando los recursos de sus familias fueron insuficientes e incapaces de suplir las necesidades de todos los miembros. La llegada de repatriados creó una especie de tensión familiar debido a que las perspectivas sobre el futuro de las familias eran completamente diferentes. Unos tenían un enfoque vinculado a las aspiraciones materiales, mientras que los demás buscaban incrementar su productividad en el campo. 	
Finalmente, otro aspecto que se vio afectado por dicho suceso fue el destino de los terrenos adquiridos por mexicanos en Estados Unidos. Al perder casi por completo la posibilidad de empleo en empresas norteamericanas, terrenos y casas que habían sido fruto de mucho esfuerzo se vieron perdidas, ya sea por la falta de pagos o a la venta por debajo de su valor real. La frustración de los emigrantes creció cada vez más. Por lo que se puede concluir que la crisis causó efectos no solo de índole económico, sino también efectos sociales y culturales para ambos lados de la frontera.